# Charles Allan Gilbert

Tudo é vaidade (1892).

Charles Allan Gilbert (1873 — 1929) foi um artista e ilustrador Americano. Gilbert estudou arte em Nova Iorque e em Paris. A sua ilustração mais famosa se chama "Tudo é Vaidade"(1892), Uma ilusão de óptica, criticando o apego material da vida mundana.  Criado quando Gilbert tinha somente dezoito anos. Essa obra foi vendida em 1902.
"Tudo é Vaidade" foi usado pelo Def Leppard no álbum Retro Active. Outras obras de Gilbert:
- Uma Mulher Tocando Piano "Woman Playing Piano" (1901, carvão vegetal e giz na borda.)
- Uma Mulher com uma Rosa "Woman with Rose" (1910, pastel na lona.)
- Bajulação "Flattery"

Erroneamente atribuído:
- Fofoca: E o Satã Também Vem "Gossip: And the Devil Was There" (George A. Wotherspoon)
- Socialmente Asno "Social Donkey" (George A. Wotherspoon)

## Obras
1. "Tudo é Vaidade"-Wikipedia, the free encyclopedia
2. Illustrated Gallery-C. Allen Gilbert